# Dicranomyia (Dicranomyia) vulgata
Dicranomyia (Dicranomyia) vulgata is een tweevleugelige uit de familie steltmuggen (Limoniidae). De soort komt voor in het Nearctisch gebied.